# Drimia exuviata
Drimia exuviata är en sparrisväxtart som först beskrevs av Nikolaus Joseph von Jacquin, och fick sitt nu gällande namn av John Peter Jessop. Drimia exuviata ingår i släktet Drimia och familjen sparrisväxter. Inga underarter finns listade i Catalogue of Life.